# Adient
Adient est un équipementier automobile américain issu en 2016, de la scission des activités automobiles de Johnson Controls après que ce dernier a fusionné avec Tyco International.
Adient est un fournisseur de sièges automobiles pour voitures particulières, véhicules commerciaux et camions légers, y compris les fourgonnettes, les camionnettes et les véhicules utilitaires, ou de sport automobile sous sa marque Recaro.
Une division produit des tableaux de bord, des consoles de plancher, des panneaux de porte, des consoles de plafond, des systèmes de poste de pilotage et des garnitures décoratives.
La société est cotée en bourse NYSE sous le code ADNT.

## Histoire
En août 2017, Adient acquiert l'entreprise américaine Futuris Group pour 360 millions de dollars.

## Actionnaires
Liste des principaux actionnaires au 30 octobre 2019.
| Davis Selected Advisers      | 12,7% |
| Hotchkis & Wiley             | 9,28% |
| Blue Harbour Group           | 7,00% |
| Harris Associates            | 5,89% |
| Lyrical Asset Management     | 5,09% |
| BlackRock Fund Advisors      | 3,33% |
| Letko, Brosseau & Associates | 3,31% |
| SSgA Funds Management        | 3,16% |
| Newtyn Management            | 3,12% |
| Dimensional Fund Advisors    | 3,08% |